# 나츠요시 유코
나츠요시 유코(일본어: 夏吉 ゆうこ 나쓰요시 유코[*])는 일본의 성우. 오사카부 출신. 켄 프로덕션 소속. 

## 출연작

### TV 애니메이션
- 2018년
  - 그랑블루 - 팅커벨

- 2020년
  - SHOW BY ROCK!! 마슈마이렛슈!! - 마시마히메코
  - 마왕학원의 부적합자 ~사상 최강의 마왕인 시조, 전생해서 자손들의 학교에 다니다~ - 사샤 네크론
  - 어설트 릴리 BOUQUET - 시라이 유유
  - 포켓몬스터 W - 담임 선생님(11화)
  - 갸루와 공룡 - 야마다
  - 쓰르라미 울 적에 업 - 웨이트리스

- 2021년
  - SHOW BY ROCK!! STARS!! - 마시마히메코
  - 슬라임을 잡으면서 300년, 모르는 사이에 레벨MAX가 되었습니다 - 승려
  - 불멸의 그대에게 - 미아
  - 섀도 하우스 - 단역
  - 달이 이끄는 이세계 여행 - 길드 접수
  - 어설트 릴리 후르츠 - 시라이 유유
  - 빌디바이드 CODE : BLACK - 미하루 페아

- 2022년
  - 현자의 제자를 자칭하는 현자 - 에메라
  - 쿠노이치 츠바키의 속마음 - 츠바키
  - 샤인 포스트 - 세이부 리오

- 미정
  - 마왕학원의 부적합자 ~사상 최강의 마왕인 시조, 전생해서 자손들의 학교에 다니다~ 2기 - 사샤 네크론

### 게임
- 2019년
  - 동방 캐논볼 - 무라사 미나미츠
  - 젤다의 전설 꿈꾸는 섬(2019) - 마린

- 2020년
  - 마기아 레코드 - 히비키 메구루
  - SHOW BY ROCK!! Fes A Live - 마시마히메코
- 2021년
  - 어설트 릴리 Last Bullet - 시라이 유유
  - 우마무스메 프리티 더비 - 슈발 그랑